# Иванов, Александр Иванович (журналист)
Александр Иванович Иванов (1887 — после 1935, Новосибирск) — советский журналист, общественный и политический деятель, организатор книжного дела в Сибири.

## Биография
Родился в 1887 году. С 1917 по 1919 год был заметной фигурой в партии эсеров (Иркутск). Состоял в губернском комитете социалистов-революционеров. Работал главным редактором официального печатного органа губкома социалистов-революционеров — газеты «Борьба» и одним из редакторов иркутской «Сибири», отражавшей взгляды ПСР.
С ноября 1919 года — сотрудник Иркутского союза кооперативов (Ирсоюз). Принимал участие в подготовке свержения колчаковской власти и установлении руководства Политического центра.
После прихода большевиков трудился редактором «Нашей деревни», газеты Ирсоюза.
В марте 1920 года назначен заведующим издательским отделом в Иркутском губернском отделении Госиздата РСФСР, параллельно с этим руководил издательством Бурятского ревкома.
В 1922 году начал работать в Новониколаевске, с 26 июля этого года заведовал торготделом Сибгосиздата, впоследствии реорганизованного в Сибкрайиздат. Основатель советской книготорговли в Сибири и организатор новониколаевской сети книжных магазинов (1922—1924).
С прекращением в 1930 году работы Сибкрайиздата и организацией Книготоргового объединения государственных издательств стал сотрудником его Западно-Сибирского краевого отделения, где занял должность заместителя заведующего — А. А. Ансона.
Написал две объёмные статьи в Сибирскую советскую энциклопедию на тему книжного дела в Сибири.
Был репрессирован, умер после 1935 года.